# Anchorage, Kentucky
Anchorage är en stad i Jefferson County, Kentucky, USA. Befolkningen uppgår till 2 500 (år 2004). Den har enligt United States Census Bureau en area på 7,9 km².